# Санали
Санали́ (каз. Саналы) — село у складі Ариської міської адміністрації Туркестанської області Казахстану. Входить до складу Дарменіського сільського округу.
У радянські часи село називалось Отділення совхоза Дарміна, до 2006 — Бугунь.
Населення — 1094 особи (2021; 841 у 2009, 790 у 1999, 745 у 1989).